# Småkungarike
Ett småkungarike är ett av ett flertal självständiga mindre kungariken, som föregick eller har ersatt ett enat rike eller ett imperium, och vanligen kontrollerades av en folkstam. Begreppet kan även avse ett mindre självstyrande rike i omedelbar närhet till större enade riken.
En småkung är en kung över ett litet eller obetydligt rike. Småkungar kan även åsyfta forntida lydkonungar, i synnerhet i plural. Gränsen mellan termerna hövding, furste och kung är ofta flytande. Småkungariket är en statsbildning, medan hövdingadömet är en mellanform mellan stamsamhället och staten. Ledarna för det dagens historiker i efterhand kallar för småkungariken kallades på sin tid inte nödvändigtvis för kungar. Begreppen kung och rike härrör emellertid från urgermanskan från tiden innan vår tideräknings början.
I samband med förhistorisk och förromersk tid kallas Europas småkungariken även för hövdingadömen, medan de statsbildningar som uppkom efter att romarriket drog sig tillbaka (och som ofta hade krönta kristna kungar) kallas småkungariken. Franska småkungar kallades reguli. Vid den europeiska högmedeltiden hade många förromerska tidigmedeltida småkungadömen utvecklats till furstendömen eller hertigdömen, och många småkungadömen har än idag funktion som provinser, landskap eller landsdelar inom moderna stater.

## Norden
Fornsvenskans kunung har bildats till isländskans konr 'förnäm man', som liksom finskans kuningas anses ha sitt ursprung före vår tideräkning i den urgermanska formen *kuningaz. I Norden fanns emellertid inte den typ av småkungariken som fanns i centraleuropa. Här fanns bara vad man idag kallar mindre lokala hövdingadömen innan de olika nordiska rikena/staterna började formas under 900-talet. De lokala stormännen styrde över en mindre bygd och kunde i några fall gå samman och erkänna en överhövding. Överhövdingens mandat var då mer kopplad till personliga trohetseder än att bero på ett område, vars omfattning kunde upphöra/förändras vid överhövdingens död. De större lokala områdena som fanns mot slutet av vikingatiden, folkland, och landskap, hölls ofta samman av en lagman och inte en överordnad storman.
Skriftliga källor från före år 1000 nämner olika områden i Skandinavien, och benämner dem ofta som kungadömen. Enligt Tacitus (55–120 e.Kr) utnämnde nordborna konungar av de förnämsta släkterna. Enligt den Östromerska historikern Prokopios ska det ha funnits tretton självständiga kungariken vid mitten av 500-talet i de bebodda delarna av Skandinaviska halvön (som han kallar ”Thule”). Den gotiske historikern Jordanes beskriver 25 olika folk som levde i det han kallar Scandza på 550-talet.  Några skandinaviska riken nämns även i Beowulf-sagans profetior, och i nordisk sagalitteratur.

### Sverige

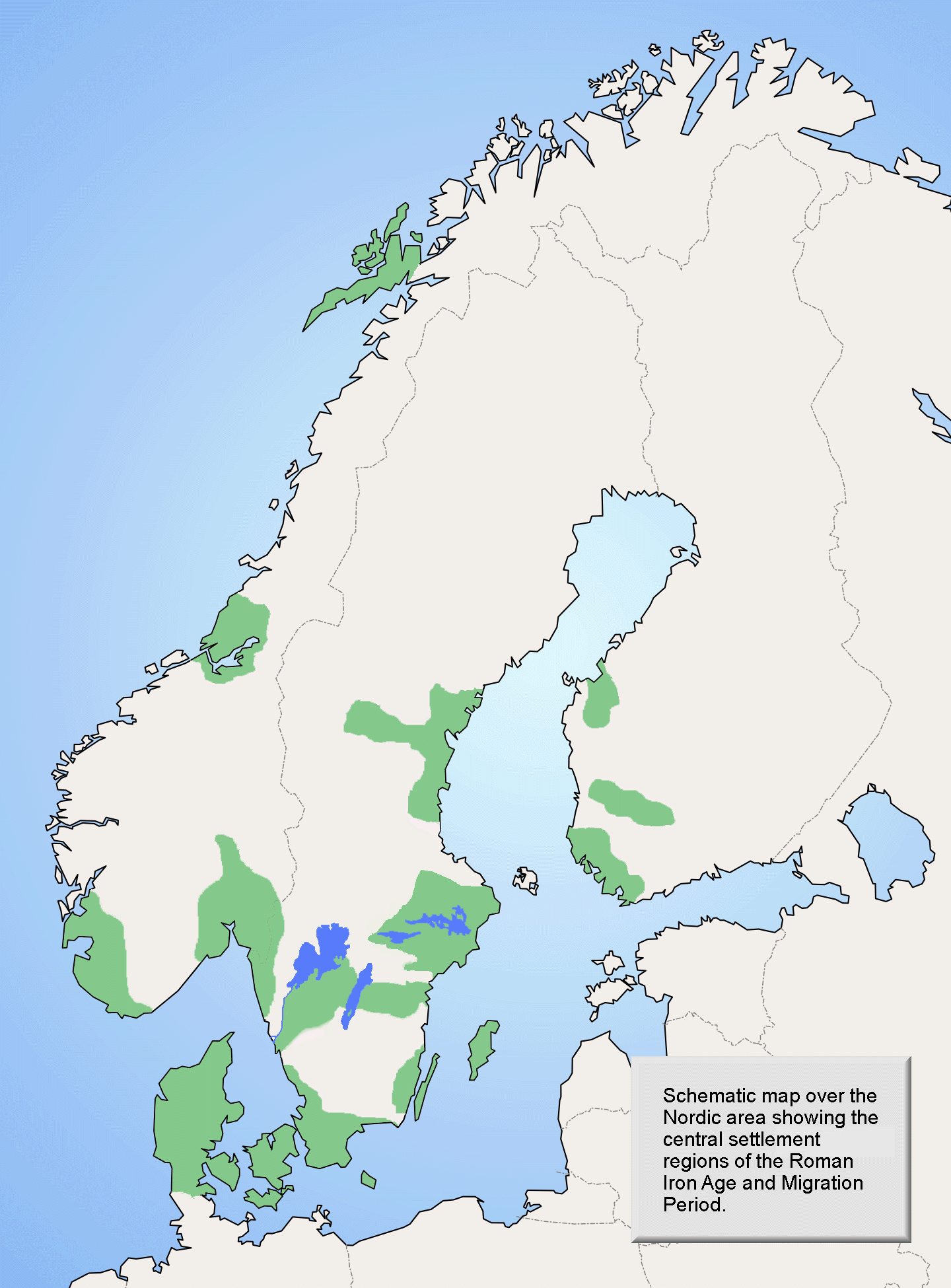
Schematisk karta över minst tretton möjliga "småkungariken" i 500-talets Fennoskandinavien, identifierade utifrån geografisk täthet av högstatusfynd.

#### Järnålder
Arkeologen Per H. Ramqvist har identifierat minst tretton provinser som sannolikt var självständiga i Fennoskandinavien under romersk järnålder och folkvandringstid utifrån analys av närhet mellan bondesamhällets centralorter. Han väljer att kalla dem möjliga småkungariken. Andra forskare kallar vissa av regionerna för hövdingadömen. Ramqvist listar följande områden inom det som skulle bli Sverige:
- Mellannorrland i den geografiska triangeln kring hövdingagraven i Högom, med hörn i Mjälleborgen (vid dagens Östersund), Borg (vid Söderhamn) och Gene (vid Örnsköldsvik).[6] Dess strukturer kollapsade på 600-talet,[7][8] men i regionen utvecklades senare två landskap:
  - Jämtland, som fick eget ting kallat Jamtamot, sannolikt sedan 900-talet, och således var ett självständigt område
  - Stor-Hälsingland, dvs dagens Hälsingland, Medelpad och Ångermanland, och med tiden även södra Västerbotten och delar av Finland, som styrdes av egen lag åtminstone sedan 1300-talet
- Svealand ("Kungariket" Svitjod kring Gamla Uppsala, där folkgruppen svioner bodde, omnämnda av Tacitus år 98.)
- Bohuslän (Småkungariket Ranrike i dagens Bohuslän och Norge nämns både av Jordanes och i Snorre Sturlassons saga "Heimskringla", sammanställd på 1230-talet.)
- Götaland
- Gotland
- Östra Småland och Öland
- Skåne (eventuellt del av Danernas rike, och blev starten till det som obekräftade sagor beskriver som vikingakungen Ivar Vidfamnes rike)

#### Tidig medeltid
En områdesindelning av Sverige vid tiden landet börjat konsolideras till ett gemensamt rike ges i det så kallade Florensdokumentet, en påvlig skrift från omkring år 1120. Historikern Adolf Schück delade 1952 in dokumentets uppräkning av "öar" i tre kategorier av territorier:
- 1) områden som var fast knutna till riket, med rätt att godkänna kung (Östergötland, Västergötland, Västmanland, Södermanland, Närke),
- 2) svearikets kärnbygder, som hade rätt att utse kungen (Tiundaland, Fjärdhundraland, Attundaland) och
- 3) områden som var mer löst knutna till riket, kanske bara tribut- eller skattländer (Gotland, Värend, Finnveden, Hestia (avser Gästrikland alternativt Estland), Hälsingland, Värmland, Tjust).

Schück tolkade således inte "Findia" som Finland, men kunde tänka sig att "Hestia" syftade på "Österlanden": såväl Åland, sydvästra Finland som Estland (åtminstone Dagö och Ösel). Jöran Sahlgren tolkar "Hestia" som Estland och tillägger, "om Hestia är Estland kan säkerligen också Findia vara Finland". Curt Weibull finner delar av tolkningen osäker, och framför att "Findia" och "Hestia" även har tolkats som Finnveden och Gästrikland.

### Norge
|  |  |

Redan under järnåldern fanns självständiga regioner kallade fylken i delar av Norge. Traditionen säger att dessa regerades av fylkeskungar som förjagades av Harald Hårfager, som skulle ha samlat de norska fylkena till ett stort rike redan i början av 900-talet. Det finns emellertid inget arkeologiskt stöd för uppfattningen att fylkena ursprungligen har varit självständiga småkungadömen, och för ett så tidigt enande av hela riket. I samband Norges enande på 1100-talet delades hela riket in i ett tjugotal administrativade regioner kallade fylken med egna fylkesting och en representant i kungens hird. 

## England
De sju riken som kom att bli Konungariket England på 900-talet var: Wessex, Mercia, Northumbria, East Anglia, Sussex, Kent och Essex. De hade uppstått efter att romarriket drog sig tillbaka på 400-talet

## Irland
De många gaeliska rikena enades som Konungariket Irland på 1500-talet.

## Isle of Man
Exempel på småkungarike i betydelse litet rike nära större enade riken var det medeltida kungariket Isle of Man, som hade relationer till de enade rikena Norge, Skottland och England.